# Markiezaatskade
Le Markiezaatskade, littéralement la digue du Markiezaats, est une digue d'environ 4 kilomètres de long entre le Zuid-Beveland et Molenplaat à proximité de Berg-op-Zoom, à la limite de la Zélande et du Brabant-Septentrional aux Pays-Bas. 
Le Markiezaatskade forme la rive orientale du canal de l'Escaut au Rhin, dans sa section récupérée sur l'Escaut occidental, tandis que l'Oesterdam en forme la rive occidentale et a été inauguré trois ans plus tard.
À l'est, le Markiezaatskade forme la rive occidentale du Markiezaatsmeer qui faisait aussi partie de l'Escaut occidental.
Les travaux ont débuté fin 1980. En mars 1982, une partie du chantier fut ravagée par une tempête. L'inauguration du Markiezaatskade intervint le 30 mars 1983.  
| \| Localisation du Plan Delta dans le Monde \| Algerakering Anvers Bathse spuisluis Belgique Brouwersdam Canal de l'Escaut au Rhin Eau douce Eau de mer Escaut occidental Escaut oriental Grevelingendam Haringvliet Haringvlietdam Hartelkering Hellegatsdam Maeslantkering Markiezaatskade Mer du Nord Oesterdam Oosterscheldekering Pays-Bas Philipsdam Pont du Haringvliet Pont de Zélande Rotterdam Tunnel de l'Escaut occidental Veerse Gatdam Volkerakdam Zandkreekdam |
| Localisation du Plan Delta dans le Monde |

| Localisation du Plan Delta dans le Monde |

## Galerie

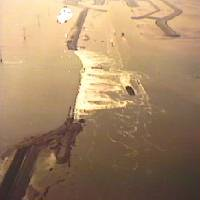
Le Markiezatskade en construction
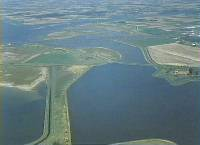
Vue aérienne, à gauche le Markiezaatskade à droite le Markiezaatsmeer

## Source
- (nl) Cet article est partiellement ou en totalité issu de l’article de Wikipédia en néerlandais intitulé « Markiezaatskade » (voir la liste des auteurs).